# Serre Chevalier

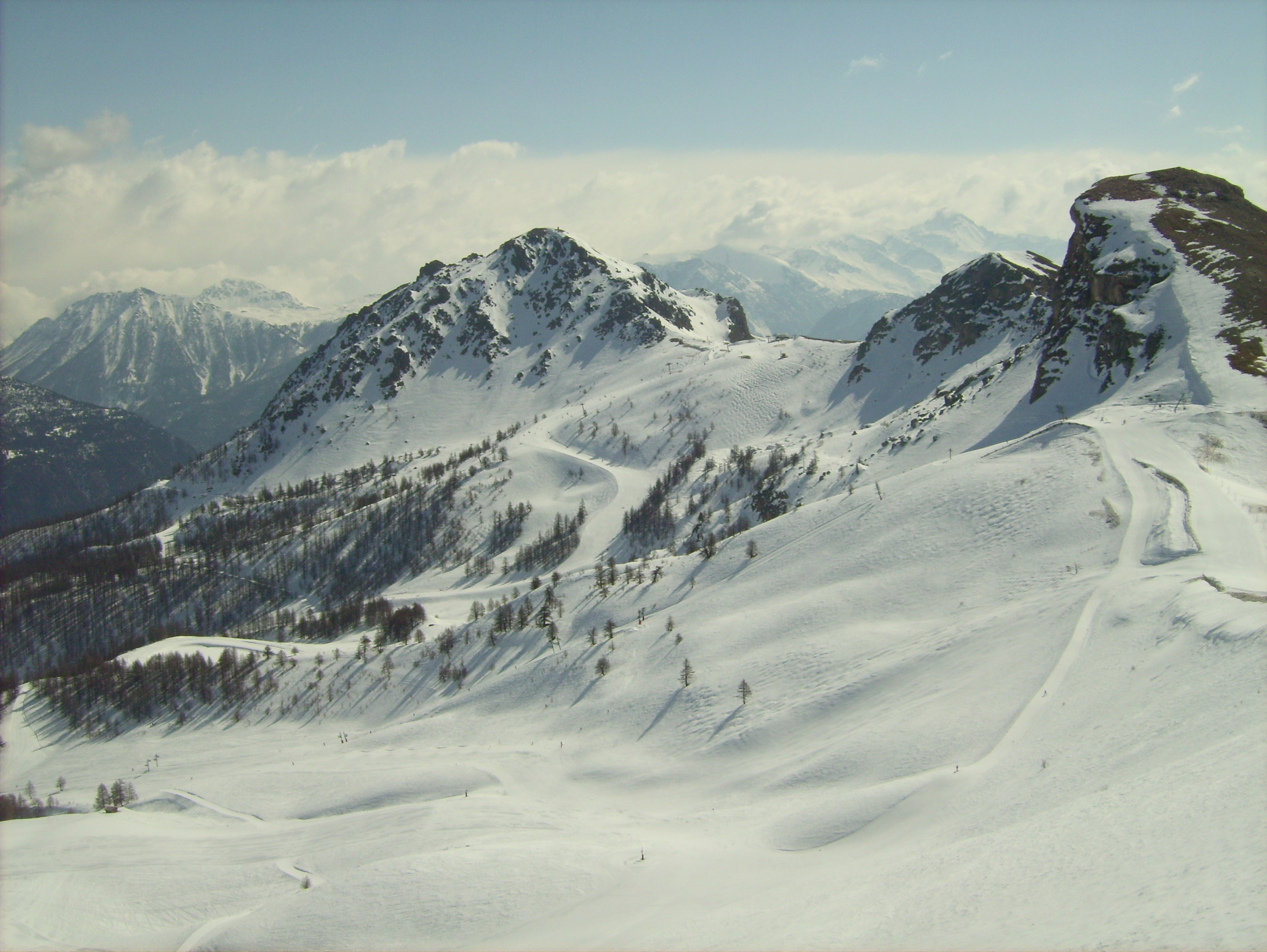
Serre Chevalier - Chantemerle

Serre Chevalier is een Frans skigebied dat behoort tot de zuidelijk gelegen Zee-Alpen. Het gebied grenst aan het Franse gebied Montgenèvre. Het gebied is de thuishaven van de Franse skiër Luc Alphand.

## Wielrennen
Serre Chevalier was zeven keer als etappeplaats opgenomen in het parcours van de wielerkoers Tour de France. Het was zes keer aankomstplaats en twee keer startte er een etappe. De winnaars in Serre Chevalier waren in 1974 de Spanjaard Vicente López Carril, in 1975 Fransman Bernard Thévenet, in 1986 Spanjaard Eduardo Chozas, in 1993 Zwitser Tony Rominger, in 2017 de Sloveen Primož Roglič en in 2022 de Deen Jonas Vingegaard.

## Dorpen
- Briancon: Briançon, Puy-Saint-Pierre, Puy-Saint-André;
- Serre Chevalier - Chantemerle: Saint-Chaffrey, Chantemerle, Villard-Laté;
- Serre Chevalier - Villeneuve: La Salle, Moulin-Baron, La Chirouze, Les Pananches, Le Bez, Villeneuve;
- Serre Chevalier - Monêtier: Le Monêtier-les-Bains, Le Freyssinet, Le Serre-Barbin, Les Guibertes, Le Casset, les Boussardes, Le Lauzet, Le Lautaret.